# Кестель, Йозеф
Йозеф Кестель (нем. Josef Kestel; 29 октября 1904, Кронах, Германская империя — 19 ноября 1948, Ландсбергская тюрьма) — гауптшарфюрер СС, служащий концлагерей Дахау и Бухенвальд.

## Биография
Йозеф Кестель родился 29 октября 1904 года (по другим данным, 20 октября). Посещал начальную школу и ремесленное училище. Впоследствии перебивался случайными заработками. С 1919 по 1928 года работал на обувной фабрике, а впоследствии до 1933 года был строителем. 1 мая 1933 года вступил в НСДАП (билет № 2535162) и СС. С 1933 года принадлежал к охране концлагеря Дахау и в 1937 году стал блокфюрером. С октября 1940 по 11 апреля 1945 года служил в концлагере Бухенвальд. В лагере Кестель занимал должность блокфюрера и рапортфюрера. С февраля 1941 по январь 1942 года был коммандофюрером группы заключенных-штрафников, трудящихся в каменоломне. 
В начале 1945 года занял должность заместителя руководителя сублагеря Дора-Миттельбау Бёлькеказерне Генриха Йостена. В этом лагере тысячи заключённых умерли от недоедания и антисанитарных условий. 
После войны Кестелю были предъявлены обвинения на Бухенвальдском процессе в рамках Процессов Дахау. Ему вменялись избиения и убийства заключенных союзнических войск. Кестель признал, что для поддержания порядка в лагере он наказывал узников, но ни разу не убивал их. 14 августа 1947 года на основании своей прямой и косвенной ответственности за убийства заключенных в каменоломне и «за участие и соучастие в операциях концлагеря Бухенвальд» он был приговорён к смертной казни через повешение. После отклонения двух прошений о помиловании 19 ноября 1948 года приговор был приведён в исполнение в Ландсбергской тюрьме.